# Битва в протоці Отранто (1917)
Битва в протоці Отранто — морська битва часів Першої світової війни поміж ВМФ Центральних держав і Антанти. Битва відбулась 14-15 травня 1917 року в протоці Отранто, що відділяє Апеннінський і Балканський півострови, сполучаючи Адріатичне і Іонічне моря. У цьому місці сили Антанти блокували сили австро-угорської ц.к. Крігсмаріне від виходу у Середземне море за допомогою стаціонарного бар'єру, що складався з протичовнової сітки та мінних полів і контролювався патрульними кораблями. Найбільша битва Першої світової війни у цій акваторії Середземного моря.

## Історія
Крігсмаріне вирішила вчинити набіг на протичовновий бар'єр з метою його знешкодити, відкривши шлях підводним човнам у Середземне море. Для атаки виділили три малі крейсери класу Novara — SMS Saida, «Гельголанд», SMS Novara під командуванням капітана цур зеє Міклоша Горті. Їх прикривали два есмінці класу «Татра» — SMS Balaton, SMS Csepel. Поряд знаходились підводні човни U-4, U-27. Німецький підводний човен U-89 поставив мінне поле біля порту Бриндізі і спостерігав за виходом кораблів з нього. З Котору кораблі підтримували літаки. У бойовій готовності на випадок непередбачених обставин неподалік перебували панцирний крейсер SMS St. Georg, два есмінці, декілька торпедних човнів. Наступна група допомоги складалась з панцирника берегової оборони SMS Budapest, торпедних катерів.

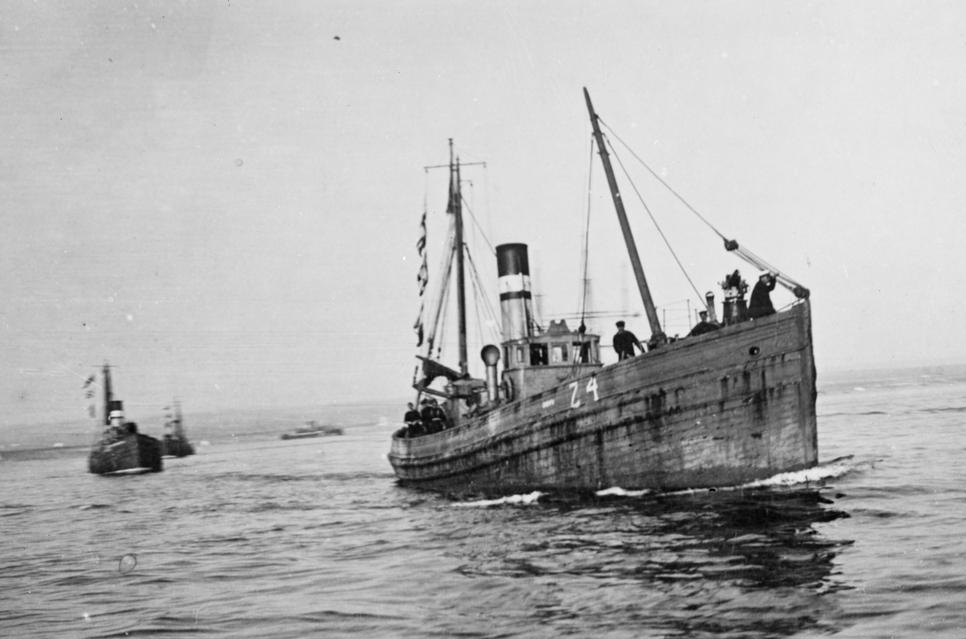
Британські озброєні траулери виходять а патрулювання

Біля бар'єру знаходились декілька груп невеликих озброєних траулерів, малих кораблів. На чергуванні перебувало декілька есмінців — Італійський «Карло Мірабелло», французькі Commandant Rivière, Bisson, Cimeterre. У Бріндізі окрім італійських торпедних кораблів, есмінців перебували британські крейсери HMS Dartmouth*, HMS Bristol*.
О 3:24 есмінці SMS Balaton, SMS Csepel атакували італійський есмінець «Бореа», що супроводжував невеликий конвой. Вони затопили «Бореа», два кораблі зі зброєю та підпалили ще один транспорт.
Малі крейсери підійшли у район зосередження ворожих озброєних траулерів близько 3:30. SMS Saida до 4:20 затопив два і пошкодив один ворожі кораблі. «Гельголанд» спочатку обійшов ворожу групу, прямуючи у визначений район. Там він не знайшов ворожих кораблів і повернувся назад. О 4:33 він відкрив вогонь, затопивши 4 траулери, а після 5:00 ще чотири. Цікаво, що австрійці попереджували про напад, даючи змогу екіпажам покинути свої кораблі перед затопленням. Флагман SMS Novara не знайшов у визначеному районі ворожих кораблів, але неподалік натрапив на 12 траулерів, затопивши 4, пошкодивши 3 з них. З 47 озброєних траулерів крейсери затопили 14, пошкодили 4, полонили 72 британських моряків. Близько 4:30 SMS Balaton, SMS Csepel прямували у визначений район, але їх переслідували британські крейсери Bristol, Dartmouth і п'ять італійських міноносців, які завдяки високій швидкості обігнали крейсери і вступили в бій з австрійськими кораблями. SMS Csepel значно пошкодив головний італійський корабель, що вийшов з бою. SMS Balaton, SMS Csepel заховались біля узбережжя Чорногорії під захист берегової артилерії.
Побачивши підхід ворожих крейсерів, Горті о 8:51 попросив допомоги резервних сил. Тим часом до Bristol, Dartmouth долучився італійський крейсер «Марсала». Кораблі о 9:28 вступили в бій з малими австрійськими крейсерами. Маючи потужнішу 152-мм артилерію, вони вели бій на більших дистанціях, а малим крейсерам необхідно було підійти ближче задля застосування своїх 100-мм гармат, для чого вперше 9:38 використали систему димової завіси. За час перестрілки малі крейсери отримали пошкодження, а на SMS Novara один снаряд о 9:51 на містку важко поранив М. Горті. Крейсери розпочали відхід, але інший снаряд о 10:55 вивів з ладу конденсатор пари, через що вийшли з ладу 8 з 16 парових котлів і крейсер втратив хід. Близько 11:00 SMS Saida взяла на буксир SMS Novara, «Гельголанд» їх прикривав. О 11:35 здійснили ще одну безуспішну атаку на австрійські крейсери. Близько 12:00 британські крейсери помітили підхід великого крейсера SMS St. Georg з 240-мм гарматами. Вони вирішили не вступати в бій і попрямували до Бріндізі. SMS St. Georg о 12:25 підійшов до малих крейсерів і під його захистом вони відійшли до свого порту.
При підході до Бріндізі Dartmouth був важко пошкоджений торпедою з U-89, а на виставленій нею міні підірвався італійський торпедний корабель супроводу, що затонув.
Ц.к. Крігсмаріне втратила 15 моряків, пошкоджень зазнали малі крейсери SMS Novara, «Гельголанд». Союзники втратили 2 торпедні кораблі, 2 транспорти, 14 траулерів, 1 крейсер зазнав пошкоджень, 83 моряки були вбиті, 72 полонені. Автсро-угорський флот досягнув мети. Протичовновий бар'єр був значно пошкоджений і на декілька місяців їхні підводні човни отримали вихід до Середземного моря.